# Indiana Invaders
Gli Indiana Invaders sono una società calcistica statunitense fondata nel 1998. Il club milita nella Premier Development League (PDL), il quarto campionato per importanza degli Stati Uniti.
Gli Invaders giocano le gare interne all'Indiana Invaders Soccer Complex di South Bend (Indiana).
Questa squadra, nella sua storia decennale, è riuscita a centrare i play-off in una sola occasione nel 2003.

## Risultati anno per anno
| Anno | Divisione | League     | Regular Season | Playoff                  | Open Cup        |
| ---- | --------- | ---------- | -------------- | ------------------------ | --------------- |
| 1998 | 4         | USISL PDSL | 5° Great Lakes | Non qualificato          | Non qualificato |
| 1999 | 4         | USL PDL    | 4° Great Lakes | Non qualificato          | Non qualificato |
| 2000 | 4         | USL PDL    | 5° Great Lakes | Non qualificato          | Non qualificato |
| 2001 | 4         | USL PDL    | 4° Great Lakes | Non qualificato          | Non qualificato |
| 2002 | 4         | USL PDL    | 5° Great Lakes | Non qualificato          | Non qualificato |
| 2003 | 4         | USL PDL    | 2° Great Lakes | Semifinale di Conference | Non qualificato |
| 2004 | 4         | USL PDL    | 3° Great Lakes | Non qualificato          | Non qualificato |
| 2005 | 4         | USL PDL    | 3° Great Lakes | Non qualificato          | Non qualificato |
| 2006 | 4         | USL PDL    | 3° Great Lakes | Non qualificato          | Non qualificato |
| 2007 | 4         | USL PDL    | 5° Great Lakes | Non qualificato          | Non qualificato |